# واتسون، میزوری
واتسون (به انگلیسی: Watson) یک روستا در ایالات متحده آمریکا است که در شهرستان اچیسون، میزوری واقع شده‌است. واتسون ۰٫۲۸ کیلومتر مربع مساحت و ۱۰۰ نفر جمعیت دارد و ۲۷۴ متر بالاتر از سطح دریا واقع شده‌است.